# Begonia bartlettiana
Espèce
Begonia bartlettiana est une espèce de plantes de la famille des Begoniaceae.
L'espèce fait partie de la section Diploclinium.
Elle a été décrite en 1948 par Elmer Drew Merrill (1876-1956) et Lily May Perry (1895-1992).

## Répartition géographique
Cette espèce est originaire du pays suivant : Nouvelle-Guinée.